# 행정절차
행정절차(行政節次)란 행정기관이 규칙 제정·쟁송의 재결, 결정 기타의 행정행위를 할 경우에 준거할 전차를 말한다. 넓은 의미의 행정절차는 행정의사의 결정과 집행에 관련된 일체의 과정을 의미하며, 사전절차로서 행정입법·행정계획·행정처분·행정계약 및 행정지도에 관한 절차가 있고, 사후절차로서 행정심판절차 및 행정상의 실효성 확보절차가 있다. 좁은 의미의 행정절차는 행정기관의 제1차적인 행정권의 행사과정을 규율하는 절차를 의미하며 행정의사결정에 관한 사전절차·행정입법·행정계획·행정처분·행정계약 및 행정지도에 관한 사전절차를 포함한다. 가장 좁은 의미의 행정절차는 행정처분의 사전절차만을 의미하며, 행정처분 절차만을 그 범위로 본다.

## 행정절차에 관한 법률
행정절차에 관한 일반법으로 행정절차법이 있고 민원사무와 관련된 일반법으로 민원사무처리에 관한 법률이 있으며 그 밖에 행정절차에 관한 개별규정을 두는 법률도 있다. 예컨대 개별 법률에서 공무원을 징계할 때에는 진술의 기회를 부여하여야 하고, 식품위생검사기관의 지정을 취소하는 경우 등에 청문하여야 하고, 위험한 사태가 발생한 경우에 경찰관이 경고를 발할 수 있는 것을 규정하고 있는 것을 볼 수 있다.

## 행정절차상 흠이 있는 행위의 효력

### 행정 절차상 흠의 개념
법령에 의하여 요구되는 사전통지, 청문, 이유제시 등의 행정절차를 결여한 행정행위 등은 절차상의 요건을 충족하지 못한 행위로서 흠을 띠게 된다. 행정절차는 그 자체가 목적은 아니다. 행정결정의 법률적합성, 합목적성의 보장을 확보하고 행정절차에 관계하는 자들의 권리를 보장, 실현하는 것을 가능하게 하기 위한 것이다. 이 때문에 행정절차상의 흠에 대하여 행정실체법상의 흠과 동일하게 볼 수는 없는 점이 있다.

### 판례
- 대법원은 행정청이 침해적 행정처분을 하면서 당사자에게 행정절차법상의 사전통지를 하거나 의견제출의 기회를 주지 아니하였다면, 사전통지를 하지 않거나 의견제출의 기회를 주지 아니하여도 되는 예외적인 경우에 해당하지 아니하는한 그 처분은 위법하여 취소를 면할 수 없다.[4]

- 행정규칙인 훈령에 규정된 청문절차를 거치지 않은 행정처분에 대하여 처음에는 위법하다고 판시하였다[5]이 후에는 청문절차를 거치지 않은 행정처분이라 할지라도 위법하지 않다고 판시하였다.[6]
- 국가공무원법상 직위해제처분은 구 행정절차법 제3조 제2항 제9호, 동법 시행령 제2조 제3호에 의하여 당해 행정작용의 성질상 행정절차를 거치기 곤란하거나 불필요하다고 인정되는 사항 또는 행정절차에 준하는 절차를 거친 사항에 해당하므로, 처분의 사전통지 및 의견청취 등에 관한 행정절차법의 규정이 별도로 적용되지 아니한다고 봄이 상당하다[7]
- 행정청이 행정절차법 제20조 제1항의 처분기준 사전공표 의무를 위반하여 미리 공표하지 아니한 기준을 적용하여 처분을 하였다고 하더라도, 그러한 사정만으로 곧바로 해당 처분 에 취소사유에 이를 정도의 흠이 존재한다고 볼 수는 없다. 다만 해당 처분에 적용한 기준이 상위법령의 규정이나 신뢰보호의 원칙 등과 같은 법의 일반원칙을 위반하였거나 객관적으로 합리성이 없다고 볼 수 있는 구체적인 사정이 있다면 해당 처분은 위법하다고 평가할 수 있다[8]
- 행정절차법 제2조 제4호가 행정절차법의 당사자를 행정청의 처분에 대하여 직접 그 상대가 되는 당사자로 규정하고, 도로법 제25조 제3항이 도로구역을 결정하거나 변경할 경우 이를 고시에 의하도록 하면서, 그 도면을 일반인이 열람할 수 있도록 한 점 등을 종합하여 보면, 도로구역을 변경한 이 사건 처분은 행정절차법 제21조 제1항의 사전통지나 제22조 제3항의 의견청취의 대상이 되는 처분은 아니라고 할 것이다[9]
- 국가나 지방자치단체가 공익사업을 시행하는 과정에서 해당 사업부지 인근 주민들은 의견제출을 통한 행정절차 참여 등 법령에서 정하는 절차적 권리를 행사하여 환경권이나 재산권 등 사적 이익을 보호할 기회를 가질 수 있다. 그러나 법령에서 주민들의 행정절차 참여에 관하여 정하는 것은 어디까지나 주민들에게 자신의 의사와 이익을 반영할 기회를 보장하고 행정의 공정성, 투명성과 신뢰성을 확보하며 국민의 권익을 보호하기 위한 것일 뿐, 행정절차에 참여할 권리 그 자체가 사적 권리로서의 성질을 가지는 것은 아니다. 이와 같이 행정절차는 그 자체가 독립적으로 의미를 가지는 것이라기보다는 행정의 공정성과 적정성을 보장하는 공법적 수단으로서의 의미가 크므로, 관련 행정처분의 성립이나 무효ㆍ취소 여부 등을 따지지 않은 채 주민들이 일시적으로 행정절차에 참여할 권리를 침해받았다는 사정만으로 곧바로 국가나 지방자치단체가 주민들에게 정신적 손해에 대한 배상의무를 부담한다고 단정할 수 없다[10]
- 상대방 있는 행정처분은 특별한 규정이 없는 한 의사표시에 관한 일반법리에 따라 상대방에게 고지되어야 효력이 발생하고, 상대방 있는 행정처분이 상대방에게 고지되지 아니한 경우에는 상대방이 다른 경로를 통해 행정처분의 내용을 알게 되었다고 하더라도 행정처분의 효력이 발생한다고 볼 수 없다[11]

## 같이 보기
- 행정절차법
- 적법절차